# A texasi láncfűrészes mészárlás (film, 1974)
A texasi láncfűrészes mészárlás (eredeti cím: The Texas Chain Saw Massacre) 1974-es független amerikai horrorfilm, melyet Tobe Hooper rendezett alacsony költségvetéssel. A film főbb szerepeiben Marilyn Burns, Gunnar Hansen, Edwin Neal, Allen Danzinger, Paul A. Partain, Jim Siedow és Teri McMinn látható. A film középpontjában 5 barát áll, akik Texasban egy kannibálcsalád kezei közt végzik. E család egyik tagja Bőrpofa, aki a horrorfilmek egyik leghírhedtebb sorozatgyilkosává nőtte ki magát. A szereplő egy emberi bőrből készült maszkot visel, fegyvere pedig egy láncűrész, ezzel öli meg áldozatait.
A filmet 140 000 dollárból forgatták, és több mint 30 millió dollárt hozott be az amerikai mozipénztáraknál. Néhány jelenet erőszakos tartalma miatt a filmet számos országban betiltották, többek közt Ausztráliában és az Egyesült Királyságban. A filmnek öt folytatása és egy remake-je született, továbbá a remake rendelkezik még egy előzményfilmmel is.
|  | „A film, amelyet látnak majd, egy ötfős fiatal társaság tragédiáját örökíti meg. Köztük volt Sally Hardesty és rokkant öccse, Franklin is. A legtragikusabb tény az, hogy fiatalok voltak, de még ha hosszú életük lett is volna, nem számíthattak arra, és nem is vágytak arra a hihetetlen mennyiségű borzalomra és tébolyra, amit azon a napon láttak. Egy kellemes délutáni utazás számukra rémálommá változott. A nap eseményei alapján derült fény, az Amerikai Egyesült Államok történetének egyik legbizarrabb bűncselekményére, a texasi láncfűrészes mészárlásra.” |
|  | – a film prológusa |

## Cselekmény
|  | Alább a cselekmény részletei következnek! |

1973. augusztus 18-át írunk. A Texas állami Newtban néhány temetői sír feltörésének ügye komolyan aggasztja a helyi hatóságokat, de nem képesek kézre keríteni a tetteseket. Miután Sally és tolószékes testvére, Franklin értesülnek arról, hogy nagyapjuk sírját is esetlegesen feldúlták, útnak indulnak, hogy felmérjék a károkat. Velük tart Sally barátja, Jerry; barátjuk Kirk; és Kirk barátnője, Pam. Miután látják, hogy a sír érintetlen, a fiatalok a régi Hardesty-ház felé veszik az irányt. Az úton felvesznek egy stoppost, akiről hamar kiderül, hogy közveszélyes őrült: egy késsel felvágja saját tenyerét, majd Franklint is megsebzi egy borotvapengével mielőtt a csapat kidobja a járműből. Ezután megállnak egy benzinkútnál, ám ott elfogyott az üzemanyag. Mikor mesélik a benzinkút tulajdonosának, hogy a nagyapjuk régi házába igyekeznek, a tulajdonos figyelmezteti őket, hogy ne menjenek arra, mert az emberek nagyon rosszindulatúak és gorombák arrafelé. A fiatalok a figyelmeztetés ellenére is folytatják útjukat. Ahogy megérkeznek az öreg házhoz, a csapat elkezdi felfedezni a helyet. Mialatt Kirk és Pam egy fürdésre alkalmas helyet keresnek, meghallják a szomszéd házban működő áramgenerátor hangját. Kirk belép a házba, hogy üzemanyagot kérjen, ám megtámadja és megöli őt Bőrpofa. Pam is utána megy, de őt is elkapják, és egy fémkampóra akasztják. Sally, Franklin és Jerry aggódni kezd, hogy a pár még nem tért vissza, így Jerry a keresésükre ered. Pamet egy hűtőládában találja meg, mire leütik egy kalapáccsal. Beesteledik, Sally és Franklin pedig a többiek keresésére indulnak. Az erdőben hirtelen megtámadja őket Bőrpofa, és feldarabolja Franklint egy láncfűrésszel. Sally a benzinkúthoz menekül és a tulajtól kér segítséget. A tulaj eleinte segítőkésznek bizonyul és megpróbálja megnyugtatni Sally-t, ám később hoz egy zsákot és egy kötelet, s megkötözi a lányt, aki számára ekkor derül ki, hogy a férfinak is köze van a gyilkosságokhoz. Sally abban a házban tér magához, melyben a barátai is meghaltak. Rájön, hogy a benzinkút tulajdonosa, Bőrpofa, és a stoppos mind egy családhoz tartoznak. A lányt egy székhez kötözik, s ő lesz a vacsora díszvendége. Ezután a félhalott nagyapa egy kalapáccsal próbálja agyonütni a lányt, ám ez nem sikerül neki. Mialatt a család tagjai veszekednek, Sally kiszabadul, kiugrik az ablakon, s elszökik. Bőrpofa és a stoppos üldözőbe veszik a lányt. Ahogy kiérnek az országútra, a stoppost elgázolja egy kamion. Az úton feltűnik egy kisteherautó, s Sally az utolsó pillanatban felugrik a platójára. Ahogy elhajtanak, a lány hisztérikusan nevetni kezd, miközben Bőrpofa dühösen rázza láncfűrészét az út közepén.
|  | Itt a vége a cselekmény részletezésének! |

## Szereposztás
| Színész         | Szereplő                     | Magyar hangja    | Magyar hangja  |
| Színész         | Szereplő                     | 1. szinkron      | 2. szinkron    |
| --------------- | ---------------------------- | ---------------- | -------------- |
| Marilyn Burns   | Sally Hardesty               | Hámori Eszter    | Laudon Andrea  |
| Allen Danziger  | Jerry                        | Posta Victor     | Czető Roland   |
| Paul A. Partain | Franklin Hardesty            | Seszták Szabolcs | Hamvas Dániel  |
| William Vail    | Kirk                         | Kossuth Gábor    | Szatory Dávid  |
| Teri McMinn     | Pam                          | Molnár Ilona     | Mikecz Estilla |
| Edwin Neal      | Nubbins Sawyer (stoppos)     | Breyer Zoltán    | Molnár Levente |
| Jim Siedow      | Drayton Sawyer (benzinkutas) | Rudas István     | Csuha Lajos    |
| Gunnar Hansen   | Bubba Sawyer (Bőrpofa)       | Nem szólal meg   | Nem szólal meg |
| John Dugan      | Nagyapa                      | Nem szólal meg   | Nem szólal meg |